# Fisherman's Blues
Fisherman's Blues is een album van de Brits/Ierse band The Waterboys, aangevoerd door zanger/componist Mike Scott. Het album verscheen in 1988 op het Ensign/Chrysalis platenlabel. Het album groeide uit tot het bestverkochte studioalbum van de band, en werd een favoriet album onder de fans van The Waterboys. In de loop der jaren is het enkele keren opnieuw uitgebracht met vele bonustracks.
Het originele album was een redelijk succes in de hitlijsten. In Nederland bereikte het de 34e plaats in de Album Top 100. In Groot-Brittannië kwam het tot nummer 13 en in de VS tot nummer 76.

## Stijl
Fisherman's Blues was de opvolger van This Is The Sea uit 1985, waarmee The Waterboys waren doorgebroken, onder meer dankzij de hitsingle The Whole of the Moon. Op die plaat speelde de band nog z'n enigszins bombastische muziek, die door de fans al snel The Big Music werd genoemd. Op Fisherman's Blues brak de band radicaal met die stijl door te kiezen voor een akoestische speelstijl, sterk beïnvloed door Ierse en Schotse folk, country, blues en gospel. Een aantal nummers werd semi-live ingespeeld, zonder overdubs.

## Opnamesessies
De opnames voor het album duurden lang en leverden ongekend veel materiaal op. De eerste sessies vonden plaats in de Windmill Lane studio in Dublin in 1986 en de laatste vonden plaats in het voorjaar van 1988 in Spiddal House, Galway, Ierland. Volgens Scott was er geen houden meer aan: The music kept coming, the songs kept writing themselves. In totaal had de groep ruim honderd nummers opgenomen, waarvan er uiteindelijk dertien op het originele album terechtkwamen (twaalf op de originele lp-release). De resterende nummers zijn in de loop der jaren uitgebracht als bonustracks, box sets, B-kantjes en bootlegs.

## Tracklisting
De nummers op het originele album uit 1988, met tussen haakjes de componisten:
1. . Fisherman's Blues (Mike Scott/Steve Wickham)
2. . We Will Not Be Lovers (Mike Scott)
3. . Strange Boat (Mike Scott/Anthony Thistlethwaite)
4. . World Party (Mike Scott/Trevor Hutchinson/Karl Wallinger)
5. . Sweet Thing (Van Morrison)
6. . Jimmy Hickey's Waltz (Mike Scott/Steve Wickham/Anthony Thistlethwaite)
7. . And a Bang on the Ear (Mike Scott)
8. . Has Anybody Here Seen Hank? (Mike Scott/Anthony Thistlethwaite)
9. . When Will We Be Married? (Trad./Mike Scott/Steve Wickham)
10. . When Ye Go Away (Mike Scott)
11. . Dunford's Fancy (Steve Wickham)
12. . The Stolen Child (Mike Scott/W.B. Yeats)
13. . This Land is Your Land (Woody Guthrie) (hidden track)

De eerste vijf nummers werden opgenomen tijdens sessies in januari-maart 1986 en maart-april 1987 in Dublin.
De resterende acht nummers werden opgenomen in april-juni 1988 in Galway.
Op de originele vinyl-versie van het album ontbrak Jimmy Hickey's Waltz. Dit nummer en This Land is Your Land werden niet vermeld in de tracklisting op de cd-versie.
In Sweet Thing was een stukje verwerkt van Blackbird van The Beatles.
The Stolen Child was een tekst van de dichter W.B. Yeats, voorgedragen door de Ierse zanger/dichter Tomás Mac Eoin.

## Heruitgaven
De vele nummers die niet op het originele album terecht waren gekomen, kwamen al snel bovendrijven via het illegale bootleg-circuit. In de loop der jaren kreeg Mike Scott veel verzoeken om de niet uitgebrachte nummers toch op een of andere manier uit te brengen. Dat leidde uiteindelijk tot drie heruitgaven:

### Too Close To Heaven (2001)
Ook bekend als Fisherman's Blues Part Two, met daarop tien nummers uit de Fisherman's Blues-sessies die nog niet eerder waren uitgebracht. Sommige nummers bevatten enkele overdubs en aanvullende elementen, opgenomen en gemixt in 2001.
Tracklisting:
1. . On My Way To Heaven (Trad./Mike Scott)
2. . Higher in Time (Mike Scott/Anthony Thistlethwaite)
3. . The Ladder (Mike Scott)
4. . Too Close to Heaven (Mike Scott)
5. . Good Man Gone (Mike Scott)
6. . Blues For Your Baby (Mike Scott)
7. . Custer's Blues (Mike Scott)
8. . A Home in the Meadow (Trad./Sammy Cahn)
9. . Tenderfootin' (Mike Scott/Anthony Thistlethwaite/Steve Wickham/Kevin Wilkinson/Trevor Hutchinson)
10. . Lonesome Old Wind (Mike Scott)

### Fisherman's Blues Collectors Edition (2006)
Heruitgave van het originele album op disk 1, plus een aantal bonustracks op disk 2.
Tracklisting disk 2:
1. . Carolan's Welcome (Trad./Mike Scott/Steve Wickham/Anthony Thistlethwaite/Gavin Lennon/Finn/Trevor Hutchinson)
2. . Killing My Heart (Mike Scott)
3. . You in the Sky (Mike Scott)
4. . When Will We Be Married? (Mike Scott/Steve Wickham)
5. . Nobody 'cept You (Bob Dylan)
6. . Fisherman's Blues (Mike Scott/Steve Wickham)
7. . Girl of the North Country (Bob Dylan)
8. . Lonesome and a Long Way From Home (Mike Scott/Anthony Thistlethwaite)
9. . If I Can't Have You (Mike Scott)
10. . Rattle My Bones and Shiver My Soul (Mike Scott)
11. . Let Me Feel Holy Again (Mike Scott)
12. . Meet Me At The Station (Trad./Mike Scott)
13. . The Good Ship Sirius (Steve Wickham)
14. . Soon As I Get Home (Roscoe Corner)

### Fisherman's Box (2013)
Deze box set wordt beschouwd als de definitieve verzameling van opnamen uit de periode 1986-1988: 121 tracks, waaronder alle hierboven genoemde eerder uitgebrachte nummers. De box set is in twee versies uitgebracht: een Deluxe Edition met zes cd's, en een Super Deluxe Edition, met 7 cd's en de lp-versie van het originele album. De 7e cd bevat geen nummers van The Waterboys zelf, maar nummers van artiesten die volgens Scott de band hebben geïnspireerd om Fisherman's Blues te maken.
De cd's zijn in chronologische volgorde gerangschikt; de oudste opnamen - van 23 januari 1986 - staan dus op cd 1. De tracks van het originele album staan weliswaar in de box, maar verspreid over de zes cd's. Een aantal nummers staat meerdere keren op de cd's, maar het gaat dan om verschillende opnamen.
Tracklisting:
- Disk 1, 23 januari 1986 (Dublin)

1. . Stranger To Me
2. . Girl of the North Country
3. . I'm So Loneseome I Could Cry
4. . Fisherman's Blues (Piano Version)
5. . Fisherman's Blues (Albumversie)
6. . Meet Me At The Station
7. . I'll Be Your Baby Tonight
8. . Born to be Together
9. . The Wayward Wind
10. . World Party (First Version)
11. . World Party / A Golden Age
12. . Sleek White Schooner
13. . Drunken Head Ghost of Rimbaud Blues
14. . Sweet Thing (Albumversie)
15. . Sweet Thing (Conclusion)
16. . Saints and Angels

- Disk 2: maart-september 1986 (Dublin)

1. . We Will Not Be Lovers (Albumversie)
2. . One Step Closer
3. . My Beautiful Baby
4. . She Could Have Had Me Step By Step
5. . When the Ship Comes In
6. . The Ladder
7. . Will You Ever Be My Friend?
8. . Too Close to Heaven (Rolling Piano)
9. . Higherbound (Prototype)
10. . Happy Birthday B.P. Fallon
11. . The Prettiest Girl in Church
12. . You Don't Have to Be in the Army to Fight the War
13. . Dee Jay Way
14. . Lonesome and a Long Way from Home
15. . Thistlethwaite's Declaration
16. . Strange Boat (First Play)
17. . Lost Highway
18. . Higherbound Blues
19. . Let Us Be Drinking and Kissing the Women (Sonny Brogan's Jig)
20. . Will the Circle Be Unbroken
21. . Tenderfootin'
22. . Too Close to Heaven
23. . Space Out There, Trevor

- Disk 3: december 1986 (Californië)

1. . Steve and Anto's Overture
2. . Ain't Leavin, I'm Gone
3. . When Will We Be Married (1st Version)
4. . When I First Said I Loved Only You, Maggie
5. . Love Is Letting Go
6. . On My Way to Heaven (1st Version)
7. . You in the Sky (1st Version)
8. . The Secret Place of the Most High
9. . Too Hot for Cleanhead
10. . Wickham's Proclamation
11. . Blues for Your Baby
12. . Lonesome Old Wind
13. . If Jimi Was Here
14. . Soon As I Get Home
15. . Sgt Pepper's Lonely Hearts Club Band

- Disk 4: december 1986-februari 1987 (Dublin)

1. . Billy the Kid
2. . Tonight the Bottle Let Me Down
3. . Come Live With Me
4. . I Miss the Road
5. . Higher in Time (Two Pianos)
6. . Too Hot for Cleanhead (Fast Version)
7. . Higher in Time (Scottish)
8. . Higherbound (Third Tune)
9. . A Golden Age
10. . You in the Sky
11. . I Will Meet You in Heaven Again
12. . Nobody 'cept You
13. . (He Hasn't Been the Same Since) Jimmy Shand
14. . Rattle My Bones and Shiver My Soul
15. . The Scotsman's Delight
16. . Killing My Heart
17. . Industrial Mr Brown
18. . Custer's Blues
19. . Shall We Gather By the River
20. . Higher in Time Symphony

(Killing My Heart, eerder verschenen op de verzamel-cd The Best of the Waterboys 1981-90, is een alternatieve versie van When Ye Go Away van het originele album)
- Disk 5: maart-november 1987 (Dublin)

1. . Higherbound (3rd Version)
2. . The Grief of Pan
3. . World Party (Albumversie)
4. . Working On a Building
5. . If I Can't Have You
6. . Killing My Heart (2nd Version)
7. . Trunk Call
8. . Headphone Mix Song
9. . Sgt Pepper's Lonely Hearts Club Band (Reprise)
10. . When Will We Be Married (2nd Version)
11. . BP's Bathtub Boogie
12. . We Will Not Be Lovers (Sax Solo)
13. . Heading Down the Highway
14. . Strange Boat
15. . Fisherman's Blues (2nd Version)
16. . Has Anybody Here Seen Hank? (Bridgeman Version)
17. . On My Way to Heaven
18. . Let Me Feel Holy Again (2013 – Remaster)
19. . A Home In The Meadow
20. . Strange Boat (3rd Version) / The Good Ship Sirius
21. . The Stolen Child (Prototype)

- Disk 6: maart-juni 1988 (Spiddal/Dublin)

1. . On My Way To Tara
2. . Twa Recruitin' Sergeants
3. . Incident At Puck Fair
4. . And A Bang On The Ear (Albumversie)
5. . Mr Customs Man
6. . Strange Boat (Acoustic)
7. . Spring Comes To Spiddal
8. . In Search Of A Rose (Band)
9. . The Stolen Child (Piano Demo)
10. . When Will We Be Married (Albumversie)
11. . In Search Of A Rose (Duo)
12. . The Good Ship Sirius (Set of Jigs)
13. . This Land Is Your Land
14. . Jimmy Hickey's Waltz (Albumversie)
15. . Live Aid And After
16. . Carolan's Welcome
17. . When Ye Go Away (Albumversie)
18. . When Ye Go Away (Frankie's Fiddle Solo)
19. . Has Anybody Here Seen Hank? (Albumversie)
20. . The Stolen Child (Vocal Demo)
21. . Dunford's Fancy (Albumversie)
22. . The Stolen Child (Albumversie)
23. . Pictish National Anthem (Comati)
24. . Bo Diddley Was a Caveman
25. . The Last Jam
26. . Buckets Of Rain

De versie van And A Bang on the Ear is langer (9:13") dan op het originele album (7:33"). Van This Land is Your Land was op het originele album slechts een minuut te horen, op deze box set staat de volledige versie (4:27").
- Disk 7 (alleen in de Super Deluxe Edition): Fisherman's Roots (originele nummers, niet van The Waterboys, die de inspiratie vormden voor de stijl en van sommige nummers tijdens deze sessies).

1. . Blind Roger Hays – On My Way to Heaven (Traditional), 1928
2. . Brother Williams Memphis Sanctified Singers – Meet Me At the Station (Traditional), 1930
3. . The Carter Family – Can the Circle Be Unbroken?, 1935
4. . The Guitar Evangelist (Edward W. Clayborn) – The Gospel Train Is Coming (Traditional), 1936
5. . Woody Guthrie – This Land Is Your Land, 1944
6. . Hank Williams – Honky Tonkin', 1947
7. . Two Gospel Keys – I Don’t Feel At Home in This World Anymore, 1948
8. . Hank Williams – I'm So Lonesome I Could Cry, 1949
9. . Nitty Gritty Dirt Band – Lost Highway, 1972
10. . Nitty Gritty Dirt Band & Mother Maybelle Carter – Will the Circle Be Unbroken?, 1972
11. . Planxty – The Raggle Taggle Gypsy/Tabhair dom do Lámh, 1973
12. . Dé Danann – Maggie, 1981
13. . The Scottish Fiddlers of Los Angeles – Carolan’s Welcome, 1982
14. . Noel Hill & Tony MacMahon – The Humours of Castlefin, 1985
15. . Dónal Lunny – Across The Hill/Gold Ring, 1987
16. . Thomas MacEoin – An Cailin Alainn (The Beautiful Girl), 1987

- Disk 8 (lp; alleen Super Deluxe Edition): Het originele album op vinyl

Voor tracklisting zie hierboven.